# 全身獲得抵抗性
全身獲得抵抗性（ぜんしんかくとくていこうせい、systemic acquired resistance：SAR）とは、植物が局所的に病原体に曝された後に起こる、植物体全体の抵抗性反応である。SARは動物に見られる自然免疫に似ており、植物のSARと動物の自然免疫は進化的に保存されているとの証拠もある。植物はパターン認識受容体（広範囲の微生物のもつ分子構造パターンを認識する）を用いて微生物の保存されたサインを認識しており、この認識が免疫反応の引き金となる。保存された微生物のサインに対する受容体の最初のものは、イネ（XA21, 1995）とシロイヌナズナ（FLS2, 2000）で見出された。植物はまた、高度に異なる病原体のエフェクターに対する免疫受容体も持っている。この中にはNBS-LRRクラスのタンパク質がある。SARは植物が病害に抵抗するのにも重要だが、一度罹患した病害から回復するのにも重要である。SARは広い範囲の病原体により、特に（それだけではないが）組織の壊死を起こすものにより誘導される。そしてSARの誘導後に見られる抵抗性は広い範囲の病原体に有効であり、ゆえにSARは「広スペクトラム抵抗性」とも呼ばれる。SARに伴って広い範囲の遺伝子（いわゆる病原性関連（PR）遺伝子）の誘導が起き、SARの活性化は内因性のサリチル酸（SA）の蓄積を要する。病原体により誘導されたSAシグナルは分子シグナル伝達経路を活性化する。この経路は、シロイヌナズナのモデル遺伝系でNIM1、NPR1またはSAI1と呼ばれる遺伝子（いずれも同じ遺伝子である）により同定されている。SARは双子葉類、単子葉類を含め広い範囲の被子植物に見られる。SARはトウモロコシでも活性化されるが、抵抗性誘導剤として広く使用されているベンゾチアジアゾールなどは、さび病を引き起こすP. sorghi に対しては有効でないこともある。 